# Неделимость безопасности
Неделимость безопасности — один из принципов коллективной безопасности, заключающийся в том, что безопасность одного государства не должна обеспечиваться за счёт безопасности другого.
Под безопасностью в зависимости от характера угрозы может пониматься военно-политическая, экономическая, энергетическая, информационная и иные виды безопасности. С точки зрения объекта, безопасность может быть личной, групповой, общественной, национальной, региональной и глобальной, но в случае неделимости безопасности речь, в первую очередь, идёт о безопасности государств (национальной безопасности), что объясняется тем, что национальные интересы играют ключевую роль при формировании концепций региональной и глобальной безопасности.

## История
Э. Х. Карр в 1939 году указал на декларации о «коллективной безопасности и неделимости мира» отвечавшего за внешнюю политику СССР Литвинова как на пример подхода к международным отношениям с позиций утопианизма. Этот лозунг представлял в форме факта желание государств, находившихся под угрозой нападения на них, вовлечь другие, более удачно расположенные государства, в предотвращение нависшей угрозы.
По замечанию Карра, столкнувшись с реальностью нападения на СССР, советское руководство в мае 1939 года сняло Литвинова с должности и перестало говорить о «неделимости мира». 
В 1975 году государства-участники Совещания по безопасности и сотрудничеству в Европе приняли Хельсинкский Заключительный акт, в котором признали «неделимость безопасности в Европе».
Повторный интерес к неделимости безопасности возник в России после распада СССР и связанного с ним ослабления международных позиций государства. 
В 1999 году в Стамбуле государства-участники СБСЕ приняли Хартию европейской безопасности, в которой провозгласили «создание в Европе общего и неделимого пространства безопасности».
Сделать принцип неделимости безопасности одной из основ международного права предложил президент России Дмитрий Медведев во время своего выступления на Генеральной ассамблее ООН в 2009 году. Это предложение было возвратом к его инициативе 2008 года о подготовке и подписании договора о европейской безопасности (ДЕБ), которым государства бы обязывались в том числе «не обеспечивать свою безопасность за счёт других».
Российская дипломатия считает, что «принцип равной и неделимой безопасности, закрепленный в Хельсинкском заключительном акте 1975 года и Стамбульской хартии 1999 года, должен быть восстановлен.»
В Организации Договора о коллективной безопасности неделимость безопасности является одним из основных принципов коллективной безопасности и определяется следующим образом: «агрессия против одного государства-участника рассматривается как агрессия против всех государств-участников».